# État 1001 à 1018
Les automotrices État 1001 à 1018, renommées ultérieurement Z 23011 à 23028, sont des automotrices du réseau de l'État, dites de 1re série, construites en 1912 par les Ateliers de construction du Nord de la France et mises en service en mai 1913 sur la ligne des Invalides. Elles côtoyaient les automotrices Sprague-Thomson (Z 23001 à 3).	

## Histoire et carrière

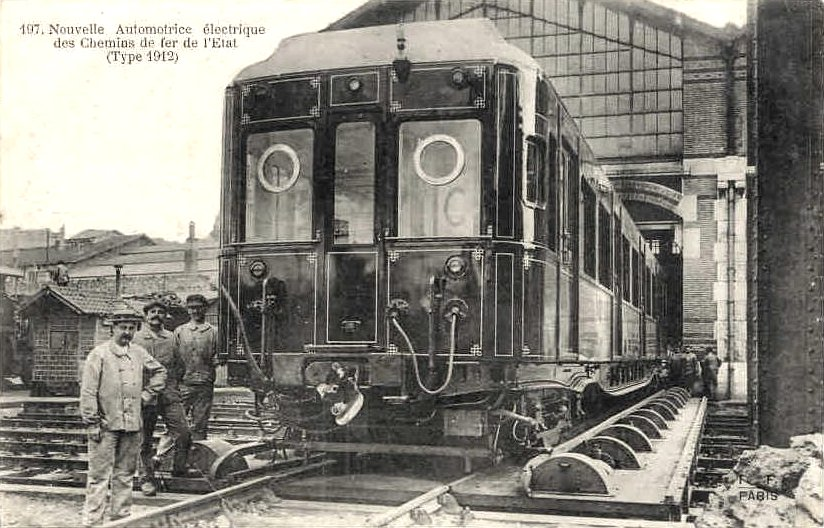
Automotrice État de la série 1000 en 1912.

Afin d'améliorer la qualité de la desserte de la ligne des Invalides, il fut décidé de créer un matériel moderne, une automotrice entièrement métallique, bi-cabine, avec trois portes d'accès par face et des aménagements intérieurs très supérieurs aux standards de l'époque. Affectées dès leur mise en service au dépôt de Champ-de-Mars, elles ont effectué la quasi-totalité de leur carrière sur la ligne de Invalides, entre Invalides et Versailles-Rive-Gauche, avec des performances globalement appréciées. Retirées du service en 1927 et remplacées par les automotrices de la deuxième série, leurs moteurs d'origine ont été remontés sur les locomotives 5001-5003-5010. Leurs caisses couplées par deux et réagencées seront adaptées pour fonctionner sous caténaire 1500 V à partir de 1937. Elles seront alors renumérotées Z 3600.

## Caractéristiques
Chaque automotrice a une masse de 59 t et une capacité de 64 places (16 de première classe et 48 de seconde classe). Leur vitesse maximale est de 70 km/h. Les rames sont toutes couplables entre elles grâce à des autocoupleurs Boirault. Leur puissance est de 470 ch (deux moteurs de 235 ch).